# Vauquelinia californica
Vauquelinia californica är en rosväxtart som först beskrevs av John Torrey, och fick sitt nu gällande namn av Charles Sprague Sargent. Vauquelinia californica ingår i släktet Vauquelinia och familjen rosväxter.

## Underarter
Arten delas in i följande underarter:
- V. c. californica
- V. c. pauciflora
- V. c. retherfordii
- V. c. sonorensis

## Bildgalleri

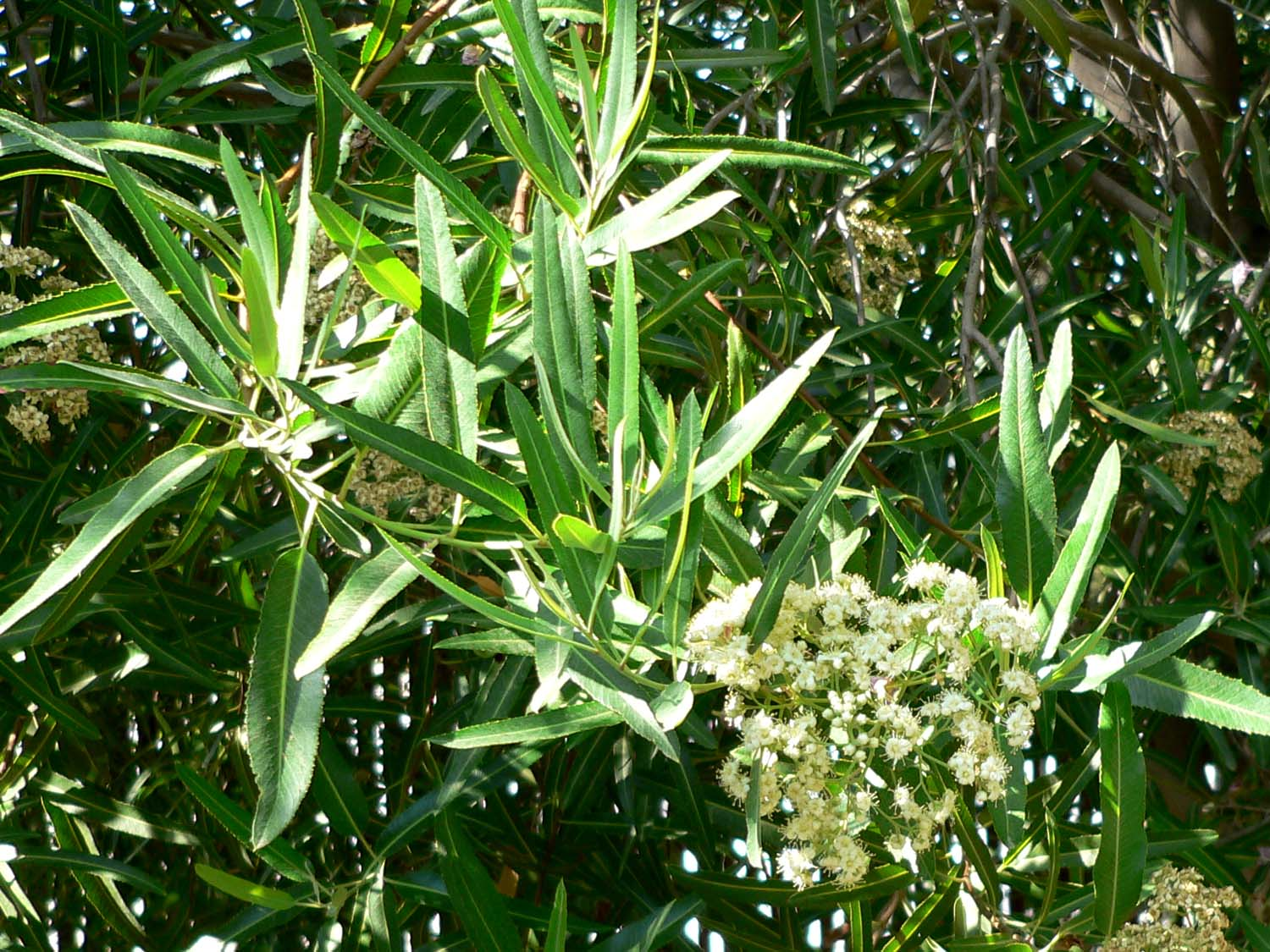